# Leonardo AW249
Leonardo AW249 Fenice je perspektivní bitevní vrtulník vyvíjený italskou společností Leonardo Helicopters jako náhrada bitevních vrtulníků Agusta A129 Mangusta. Jeho italské označení je NEES (Nuovo Elicottero da Esplorazione e Scorta). První let vrtulníku proběhl 12. srpna 2022. Dokončení jeho vývoje je plánováno na rok 2025. Italské armádní letectvo plánuje nákup 48 kusů, které nahradí stejný počet vrtulníků Mangusta.

## Vývoj
Bitevní vrtulníky Agusta A129 Mangusta italské armádní letectvo provozuje od 90. let 20. století. V roce 2025 plánuje zahájení jejich vyřazování. Proto byl roku 2017 společnosti Leonardo zadán kontrakt v hodnotě 487 milionů euro na vývoj nového bitevního vrtulníku AW249. Při jeho vývoji je zohledněna schopnost přistání na palubě lodí za účelem natankování a přezbrojení. První let prvního prototypu (CSX82069) proběhl 12. srpna 2022. V té době byl rozestavěn rovněž druhý prototyp (CSX82097). Jeho první let proběhl 19. března 2023. Vzlet třetího prototypu byl plánován rovněž na rok 2023. Dokončení vývoje AM249 bylo plánováno na rok 2025, aby mohl plynule nahradit vyřazované vrtulníky A129 Mangusta. Do roku 2035 chtěla italská armáda odebrat celkem 48 strojů. Začátkem roku 2025 byl dokončen prototyp a tři předsériové vrtulníky. Všechny čtyři Leonardo využije při dokončení vývoje typu. Itálie vyčlenila prostředky na počáteční objednávku sedmnácti vrtulníků AW249, s očekávaným dodáním do roku 2027.
V Polsku je AW249 kandidátem na náhradu sovětských bitevních vrtulníků Mi-24 v programu Kruk. Mezi jeho konkurenty patří americké typy AH-64E Guardian a AH-1Z Viper. Výrobce se vrtulník pokusí nabídnout i do dalších zemí.

## Konstrukce

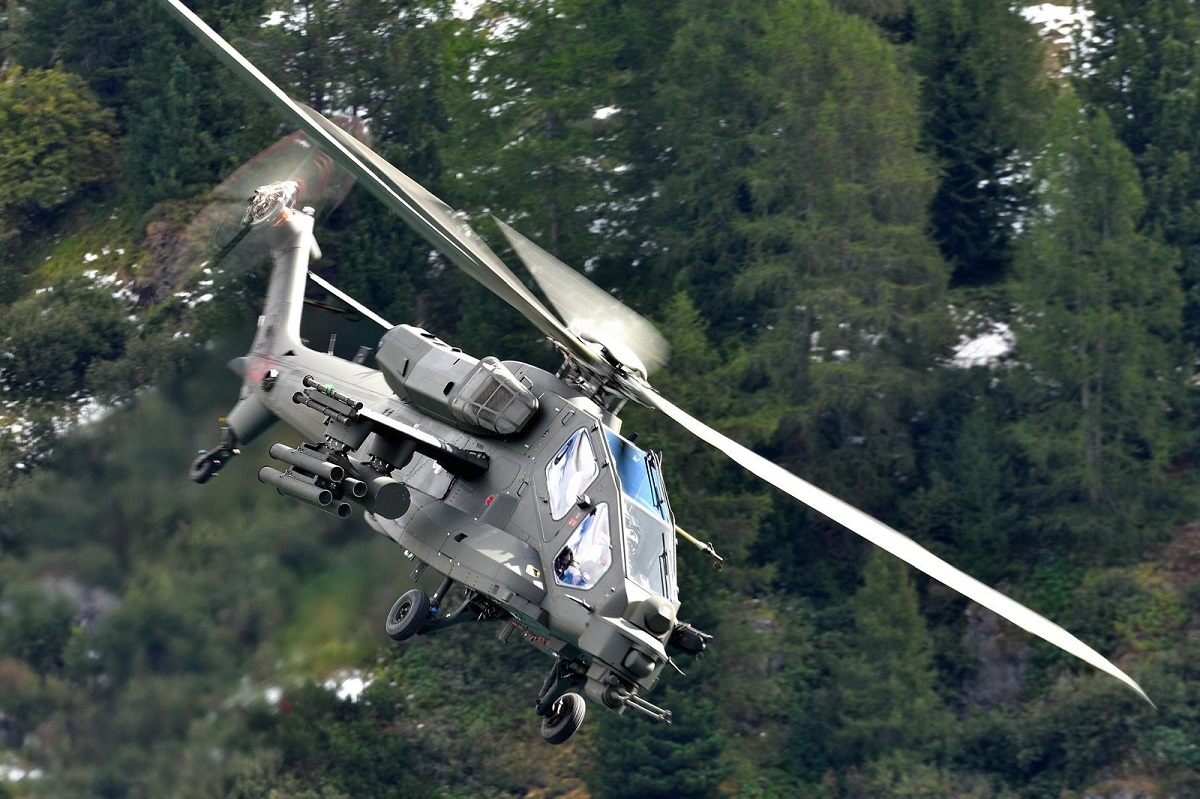
AW249 Fenice během cvičení italské armády

AW249 je bitevní vrtulník klasické koncepce s dvoumístným tandemovým kokpitem. Posádka bude mít k dispozici pokročilou avioniku, včetně systému pro satelitní komunikaci SATCOM, datalinku Link-16 a systému řízení boje začleňujícího vrtulník do italského digitálního systému velení a řízení Forza NEC. Posádka dále bude mít schopnosti spolupráce s bezpilotními stroji (MUM-T – Manned-UnManned Teaming), včetně plného ovládání dronů. Hlavním senzorem je elektro-optické senzorové pouzdro Toplite III, umístěné v přídi.
Vrtulník pohánějí dva turbohřídelové motory General Electrics CT7-8E6, každý o výkonu 1900 kW. Hlavní výzbrojí je 20mm kanón General Dynamics M197 umístěný v lehké otočné věžičce Leonardo TM 197B. Další výzbroj může být podvěšena pod čtyři závěsníky. Jedná se mimo jiné o řízené a neřízené 70mm rakety, až šestnáct protitankových střel rodiny Spike (ER, LR I, LR II), nebo protiletadlové řízené střely Stinger a AIM-9 Sidewinder.

## Specifikace (A129 CBT Mangusta)

### Technické údaje
- Posádka: 2
- Délka trupu:
- Průměr nosného rotoru:
- Výška s vyrovnávacím rotorem:
- Hmotnost prázdného stroje:
- Max. vzletová hmotnost: 8000 kg
- Pohonná jednotka: 2× turbohřídelový motor General Electrics CT7-8E6
- Výkon pohonných jednotek: 2× 1900 kW

### Výkony
- Cestovní rychlost: 250 km/h
- Dostup: 6100 m
- Vytrvalost: 3 hodiny

### Výzbroj
- 1× 20mm trojhlavňový kanón TM197B
- 4× závěsník pro výzbroj